# نوسود
نوسود یکی از شهرهای استان کرمانشاه در غرب ایران است. این شهر مرکز بخش نوسود شهرستان پاوه است.
شهر نوسود در موقعیت ۳۵ درجه عرض شمالی و ۴۶ درجه طول شرقی واقع شده است.
زبان مردم نوسود زبان هورامی است.
فاصله نوسود تا پاوه حدود ۳۵ کیلومتر است و در شمال باختری آن واقع شده است.
شهر کوچک مرزی نوسود تا سال ۱۳۱۰ خورشیدی مرکز حکومت جعفر سلطان بود. مردم نوسود به زبان کردی گویش هورامی سخن می‌گویند. نوسود در بهمن ۱۳۵۹ با حمله ارتش عراق اشغال شد و در ۲۴ اسفند ۱۳۶۶ سپاه پاسداران انقلاب اسلامی با شروع عملیات و الفجر ۱۰ از دست عراق، بدون درگیری و عقب‌نشینی قوای متخاصم، آزاد شد.
شهر نوسود در نقطۀ صفر مرزی واقع شده و چهار کیلومتر با مرز عراق فاصله دارد. در تابستان ۱۴۰۲ به‌طور موقت مرز پاسپورتی در این منطقه افتتاح گردید و شهروندان ایران با داشتن پاسپورت می‌توانند از این گذرگاه مرزی به کشور عراق سفر کنند.